# Ineas
Ineas is een onderneming die in Nederland, Duitsland, Frankrijk en Spanje via internet verzekeringen aanbood, als direct writer en als tussenpersoon. Het Duitse Lady Car Online, het Franse Animeas en de internationale verzekeraar International Insurance Corporation maken onderdeel uit van Ineas.
Op 24 juni 2010 is de noodregeling op Ineas van toepassing verklaard. De noodregeling is aangevraagd door De Nederlandsche Bank aangezien Ineas niet langer voldeed aan de wettelijke solvabiliteitseisen. 

## Geschiedenis
In 1997 werd de Ineas Insurance Company opgericht. Nadat De Nederlandsche Bank in 1998 een vergunning verleende, startte Ineas eind 1999 in Nederland als direct writer met de verkoop van autoverzekeringen op internet. Hiermee was Ineas de eerste verzekeringsmaatschappij die op internet actief was. In 2000 en 2001 startte Ineas als direct writer ook in België, Frankrijk en Duitsland.
Na de aanslagen op het World Trade Center op 11 september 2001 sloeg de financiële wereld om. Eind 2002 verlengden de herverzekeraars, waaronder Kölnischer Rück, Scor en Swiss Re, de contracten niet. Als gevolg hiervan was de dekkingscapaciteit onvoldoende zeker en besloot Ineas begin 2003 geen nieuwe verzekeringen meer te accepteren. Eind 2003 nam aandeelhouder N.W. Ligtelijn Ineas over. De 25.000 verzekeringen werden niet verlengd. Het medewerkersbestand werd afgebouwd van 65 naar 20. Vanaf 2003 keerde het tij en maakte Ineas een doorstart. Alleen in België zou Ineas niet meer actief zijn.

## Noodregeling en faillissement
In 2010 komt Ineas opnieuw in de problemen. Ineas voldeed niet langer aan de wettelijke liquiditeits- en solvabiliteitseisen. Pogingen van Ineas om een overnamekandidaat te vinden mislukten, waarna de rechtbank op 24 juni 2010 op verzoek van De Nederlandsche Bank de noodregeling op Ineas van toepassing verklaarde. De noodregeling werkt automatisch in alle landen waar Ineas actief is (Nederland, Duitsland, Frankrijk en Spanje). 
Op 27 juli 2010 werden twee bedrijfsonderdelen van Ineas, IIOC en Ineas Insurance Agency, failliet verklaard. De bewindvoerders hebben nog geen oplossing gevonden voor de verzekerden in Spanje, Frankrijk en Duitsland. 

### Gevolgen voor Nederlandse verzekerden
Door noodregeling worden casco schades niet meer direct uitbetaald, maar moet de verzekerde de schade zelf voorschieten.  WA schades zijn tot 1 september 2010 nog wel gedekt via het Waarborgfonds Motorverkeer. Op 1 september 2010 eindigen alle verzekeringen voor auto's met een Nederlands kenteken. 
Enkele verzekeraars versoepelen de bedenktijd voor nieuwe polissen van 14 dagen naar 30 dagen om Ineas-verzekerden tegemoet te komen bij een overstap. De bewindvoerders van Ineas bereikten met Proteq overeenstemming over een overname van de Nederlandse verzekeringen.

## Duitsland
In 2003 startte Ineas in Duitsland als gevolmachtigd agent met de internetverzekering “Lady Car Online”, een autoverzekering, speciaal voor vrouwen. Risodrager van Lady Car Online was van 2003 tot 2007 de Duitse verzekeraar AIG Europe. Vanaf januari 2008 is International Insurance Corporation de risicodrager.
Na de doorstart van Ineas als verzekeraar, in 2005 (zie verderop), is Ineas in Duitsland weer als direct writer actief.

## Frankrijk
In Frankrijk biedt Ineas een pakket van zestien schadeverzekeringen aan. Ook in Frankrijk werkt Ineas als gevolmachtigd agent, bij de doorstart van Generali en AXA, later kwamen daar vijf andere verzekeraars bij, waaronder AIG Europe. Onder de naam Animeas biedt Ineas in Frankrijk huisdierenverzekeringen aan.

## Nederland
In 2006 maakte Ineas ook in Nederland een doorstart als gevolmachtigde. De autoverzekeringen werden tot 31 december 2008 in een pool verzekerd, waar London Verzekeringen (onderdeel van Allianz) met 50% de leidende verzekeraar was. Reaal en International Insurance Corporation hadden een aandeel van 25%. Per 1 januari 2009 is dit veranderd en is International Insurance Corporation volledig risicodrager. Ineas verkoopt in Nederland alleen nog autoverzekeringen maar is voornemens het pakket uit te breiden.

## Spanje
Sinds december 2007 is Ineas ook actief als online verzekeraar in Spanje.

## International Insurance Corporation
De inactieve verzekeraar Ineas Insurance Company werd in 2005 nieuw leven ingeblazen. De nieuwe naam van de verzekeraar werd International Insurance Corporation (IIC) In Duitsland verkoopt IIC rechtstreeks verzekeringen, in Frankrijk en Nederland via Ineas Insurane Agency. IIC is herverzekerd bij vijf Europese herverzekeraars. De leidende herverzekeraar is Hannover Re.

## Mobiel
Sinds 2008 biedt Ineas in Frankrijk en Spanje de mogelijkheid een 5-daagse autoverzekering af te sluiten via de mobiele telefoon. Deze verzekering 'XPRS' is speciaal bedoeld voor mensen die direct verzekerd weg willen rijden na het kopen en ophalen van een nieuwe of tweedehands auto. Na 5 dagen kan worden besloten of de verzekering wordt omgezet in een volledige verzekering. In oktober 2008 heeft Ineas daarmee de Franse prijs 'Grand Prix Tribulis' gewonnen in de categorie 'Web innovatie'.